# Power Rangers : Opération Overdrive
 (mars 2024).
La mise en forme du texte ne suit pas les recommandations de Wikipédia : il faut le « wikifier ».
Les points d'amélioration suivants sont les cas les plus fréquents. Le détail des points à revoir est peut-être précisé sur la page de discussion.
- Les titres sont pré-formatés par le logiciel. Ils ne sont ni en capitales, ni en gras.
- Le texte ne doit pas être écrit en capitales (les noms de famille non plus), ni en gras, ni en italique, ni en « petit »…
- Le gras n'est utilisé que pour surligner le titre de l'article dans l'introduction, une seule fois.
- L'italique est rarement utilisé : mots en langue étrangère, titres d'œuvres, noms de bateaux, etc.
- Les citations ne sont pas en italique mais en corps de texte normal. Elles sont entourées par des guillemets français : « et ».
- Les listes à puces sont à éviter, des paragraphes rédigés étant largement préférés. Les tableaux sont à réserver à la présentation de données structurées (résultats, etc.).
- Les appels de note de bas de page (petits chiffres en exposant, introduits par l'outil «  Source ») sont à placer entre la fin de phrase et le point final[comme ça].
- Les liens internes (vers d'autres articles de Wikipédia) sont à choisir avec parcimonie. Créez des liens vers des articles approfondissant le sujet. Les termes génériques sans rapport avec le sujet sont à éviter, ainsi que les répétitions de liens vers un même terme.
- Les liens externes sont à placer uniquement dans une section « Liens externes », à la fin de l'article. Ces liens sont à choisir avec parcimonie suivant les règles définies. Si un lien sert de source à l'article, son insertion dans le texte est à faire par les notes de bas de page.
- La présentation des références doit suivre les conventions bibliographiques. Il est recommandé d'utiliser les modèles {{Ouvrage}}, {{Chapitre}}, {{Article}}, {{Lien web}} et/ou {{Bibliographie}}. Le mode d'édition visuel peut mettre en forme automatiquement les références.
- Insérer une infobox (cadre d'informations à droite) n'est pas obligatoire pour parachever la mise en page.

Pour une aide détaillée, merci de consulter Aide:Wikification.
Si vous pensez que ces points ont été résolus, vous pouvez retirer ce bandeau et améliorer la mise en forme d'un autre article.
Chronologie
Force mystique Jungle Fury
Composée de 32 épisodes, elle a été diffusée aux États-Unis en 2007 sur ABC et en France en 2008 sur TF1.

## Synopsis
Il y a plusieurs millions d'années, les frères Moltor et Flurious cherchèrent à s'emparer de la couronne Aurora, la couronne des Dieux, mais sa puissance les transforma en monstres et les bannit sur de lointaines planètes. Le Chevalier Sentinelle, gardien de la Couronne, dispersa les cinq joyaux d'où la couronne tirait son pouvoir et la couronne elle-même aux quatre coins de la planète Terre. De nos jours, l'aventurier milliardaire Andrew Hartford découvre la couronne Aurora, provoquant le réveil de Moltor et Flurious, qui attaquent la Terre pour s'emparer de l'artefact et des cinq joyaux. Sur les conseils du Chevalier, Andrew recrute cinq jeunes gens pour en faire les Power Rangers. Leur mission, retrouver les cinq joyaux avant leurs ennemis.

## Distribution

### Rangers Overdrive
| Acteurs                                 | Rôles                       | Rangers                | Armes                                                          | Pouvoirs                            | Véhicules                   | Armures                                         | Zords                                                                 |
| --------------------------------------- | --------------------------- | ---------------------- | -------------------------------------------------------------- | ----------------------------------- | --------------------------- | ----------------------------------------------- | --------------------------------------------------------------------- |
| James MacLurcan (VF : Charles Germain)  | Mackenzie « Mack » Hartford | Ranger Overdrive rouge | Morpher Overdrive, Super Laser, Super Lance                    | Super Force                         | Rover Overdrive             | Gilet Protecteur, Ranger Gardien de la Couronne | Hyper Camion-Benne, Chasseur Sonique, Zord Flottant rouge             |
| Samuell Benta (VF : Jonathan Amram)     | Will Aston                  | Ranger Overdrive noir  | Morpher Overdrive, Super Laser, Hyper Massue                   | Ouïe Améliorée, Vision Télescopique | Quad Overdrive, Moto Hélico | Gilet Protecteur                                | Bolide Volant, Grue Fatale, Zord Flottant noir                        |
| Gareth Yuen (VF : Mathias Kozlowski)    | Dax Lo                      | Ranger Overdrive bleu  | Morpher Overdrive, Super Laser, Multi Vortex                   | Super Agilité                       | Moto Overdrive              | Gilet Protecteur                                | Gyroplane Fonceur, Super Bétonnière, Zord Flottant bleu               |
| Caitlin Murphy (VF : Sauvane Delanoë)   | Ronny Robinson              | Ranger Overdrive jaune | Morpher Overdrive, Super Laser, Griffes du Tigre               | Super Vitesse                       | Moto Overdrive              | Gilet Protecteur                                | Bulldozer Éclair, Mega Foreuse, Zord Flottant jaune                   |
| Rhoda Montemayor (VF : Céline Ronté)    | Rose Ortiz                  | Ranger Overdrive rose  | Morpher Overdrive, Super Laser, Cracheur de Flammes / de Glace | Invisibilité                        | Rover Overdrive             | Gilet Protecteur                                | Sous-Marin Furtif, Super Pelleteuse, Zord Flottant rose               |
| Dwayne Cameron (VF : Vincent Barazzoni) | Tyzonn                      | Ranger de mercure      | Morpher de mercure, Laser-o-Détecteur                          | Manipulation du mercure             |                             | Gilet Protecteur                                | Zord Camion de Pompiers, Véhicule de Secours 1, Véhicule de Secours 2 |

### Amis

#### Manoir Hartford
Le Manoir Hartford est la demeure d'Andrew Hartford et de son fils, Mack Hartford. Lors de la recherche de la couronne Aurora et de ses joyaux, il sert de base d'opérations aux Rangers Overdrive.
- Andrew Hartford (Rod Lousich) : Andrew Hartford est un explorateur et le riche propriétaire de Hartford Industries. Après avoir trouvé la couronne Aurora, il libère inévitablement Flurious et Moltor de leur emprisonnement et reçoit pour mission de la part du Gardien de la couronne de retrouver les joyaux avant que divers malfaiteurs ne puissent les obtenir. Il utilise alors sa vaste fortune et sa technologie pour recruter quatre experts dans leur domaine ainsi que son fils, Mack Hartford, pour devenir les Rangers Overdrive. Il est révélé plus tard que Mack était en réalité un robot qu'il a créé et auquel il a implanté des souvenirs pour qu'il croie être un humain. Cependant, Mack acquiert son humanité grâce à la couronne Aurora entièrement formée et les deux se lancent dans des expéditions ensemble.
- Spencer (David Weatherly) : Spencer est le fidèle majordome travaillant pour la famille Hartford et devient également le gardien des Rangers Overdrive. Spencer est également un maître du déguisement, capable de créer des masques réalistes pour se transformer et se faire passer pour n'importe qui, y compris en imitant leur voix.

#### Sainte Lucie
- Barbe-Noire (John Leigh) : Barbe-Noire (Brownbeard en V.O) est un fantôme pirate qui vit sur l'île de Sainte-Lucie et désire l'Œil des Océans Il se lie d'amitié avec les Rangers Overdrive et possède rose Ortiz, la Ranger Overdrive rose, après avoir appris qu'ils étaient également à la recherche de l'Œil des Océans. Après l'avoir obtenu, il le perd au profit de Miratrix, ce qui le fait se sentir coupable, et il tente de le récupérer pour les Rangers Overdrive. Après qu'il est révélé que l'Œil des Océans n'était pas l'un des joyaux de la couronne Aurora, il l'échange contre sa perle porte-bonheur, qui s'avère être l'un des joyaux de la couronne Aurora.

#### Mercure
Mercure est la planète d'origine des Mercuriens, des êtres semblables aux humains qui peuvent se transformer en une substance semblable au mercure. C'est aussi la planète d'origine de Tyzonn, le Ranger de mercure, et de sa fiancée, Vella.
- Vella (Beth Allen) : Vella est une Mercurienne et la fiancée de Tyzonn, le Ranger de mercure qui était censé avoir péri lors d'un éboulement causé par les Chats Tigres. Elle a survécu à cet éboulement, sans que Tyzonn ne le sache, et s'est retrouvée d'une manière ou d'une autre entre les mains de Moltor avant de devenir prisonnière de Flurious. Vella retrouve Tyzonn grâce à l'intervention de Norg qui abat une armée de Grêlons.

#### Dieux et Déesses
- Gardien de la Couronne (Nic Sampson) : Le Gardien de la couronne est un être céleste et le protecteur de la couronne Aurora et de ses joyaux. Après que Moltor et Flurious se soient transformés en formes monstrueuses en essayant de s'emparer de la couronne Aurora, le Gardien de la couronne cache la couronne Aurora et ses joyaux à travers la Terre, où ils restent dormants jusqu'à ce qu'Andrew Hartford trouve la couronne Aurora dans une grotte. Il lui demande alors de former une équipe pour retrouver les joyaux, qui devient les Rangers Overdrive. Il est également révélé que le Gardien de la couronne a emprisonné Thrax, le fils de Rita Repulsa et du Seigneur Zedd, dans une benne spatiale jusqu'à ce que Thrax parvienne à s'échapper en raison de son état affaibli. Le Gardien de la couronne forme ensuite une équipe de Rangers vétérans pour affronter Thrax après que les Rangers Overdrive soient déconnectés de la Grille de Transformation, et il fusionne avec l'Épée Excelsior pour obtenir une nouvelle forme surpuissante. Il utilise ensuite ces nouveaux pouvoirs pour détruire Thrax et continue d'utiliser cette puissance pour aider les Rangers Overdrive dans leurs combats. Il est également utilisé comme composant principal pour le Ranger Gardien de la Couronne. Après que Mack Hartford se soit sacrifié pour détruire Flurious, le Gardien de la couronne retrouve son état d'origine et utilise la couronne Aurora pour accorder à Mack son humanité.
- Thor (Mike Edward) : Thor est le dieu nordique du tonnerre qui vient en aide aux Rangers Overdrive après avoir découvert que Loki se faisait passer pour lui afin d'obtenir le marteau de Thor. Après que les Rangers Overdrive aient utilisé son marteau pour acquérir le prochain artefact afin de trouver le prochain joyau de la couronne Aurora, Thor retourne dans sa patrie.
- Loki (Adam Gardiner) : Loki est le dieu de la malice qui se déguise en Thor pour obtenir le marteau de Thor auprès des Rangers Overdrive et flirte avec Ronny Robinson, la Ranger Overdrive jaune, pensant qu'elle est la déesse Freya. Après l'arrivée du véritable Thor sur les lieux, Loki s'échappe avec le marteau de Thor jusqu'à ce que Spencer, déguisé, parvienne à le récupérer auprès de Loki.
- Déesse de la Guerre (Shanez Aarron) : La Déesse de la Guerre est la protectrice de l'Épée Excelsior et elle confère aux Rangers Overdrive cette puissante arme après les avoir jugés dignes de son pouvoir.

#### Retro Rangers
| Saisons            | Acteurs                                | Rôles                    | Rangers                    | Armes            |
| ------------------ | -------------------------------------- | ------------------------ | -------------------------- | ---------------- |
| Mighty Morphin     | Johnny Yong Bosch (VF : Michel Dodane) | Adam Park                | Ranger noir (II)           | Transmutateur    |
| Force Cyclone      | Sally Martin (VF : Christelle Lang)    | Tori Hanson              | Ranger du Vent bleu        | Morpher Ninja    |
| Dino Tonnerre      | Emma Lahana (VF : Christelle Lang)     | Kira Ford                | Ranger Dino Tonnerre jaune | Dino Morpher     |
| Super Police Delta | Matt Austin (VF : Jonathan Amram)      | Bridge Carson            | SPD Ranger rouge (III)     | Morpher SPD      |
| Force Mystique     | Richard Brancatisano                   | Alexander « Xander » Bly | Ranger Mystique Vert       | Morpher Mystique |

- Adam Park (Johnny Yong Bosch) : Adam Park est l'ancien Ranger noir (II) dont les pouvoirs sont restaurés par le Gardien de la couronne et qui dirige l'équipe des Rangers Vétérans formée pour combattre l'Alliance Maléfique de Thrax. Plus tard, il affronte Thrax en duel et utilise le Gilet Protecteur pour se renforcer avant de laisser le Gardien de la couronne le détruire définitivement.
- Tori Hanson (Sally Martin) : Tori Hanson est l'ancienne Ranger du Vent bleu dont les pouvoirs sont restaurés par le Gardien de la couronne et elle rejoint l'équipe des Rangers Vétérans formée pour combattre l'Alliance Maléfique de Thrax. Plus tard, elle fait équipe avec rose Ortiz, la Ranger Overdrive rose, pour affronter une armée de Lézards de Lave et Moltor.
- Kira Ford (Emma Lahana) : Kira Ford est l'ancienne Ranger Dino Tonnerre jaune dont les pouvoirs sont restaurés par le Gardien de la couronne et elle rejoint l'équipe des Rangers Vétérans formée pour combattre l'Alliance Maléfique de Thrax. Plus tard, elle fait équipe avec Ronny Robinson, la Ranger Overdrive jaune, pour affronter Kamdor et Miratrix.
- Bridge Carson (Matt Austin) : Bridge Carson est l'ancien SPD Ranger Vert et SPD Ranger bleu (II) qui a été promu SPD Ranger rouge (III) après la promotion de Sky Tate au poste de Commandant de la branche terrestre de SPD (Super Police Delta). Il est recruté par le Gardien de la couronne et voyage dans le présent pour rejoindre l'équipe de Rangers Vétérans formée pour combattre l'Alliance du Mal de Thrax. Il fait ensuite équipe avec Mack Hartford, le Ranger Overdrive rouge, pour combattre Flurious.
- Alexander « Xander » Bly (Richard Brancatisano) : Alexander « Xander » Bly est le Ranger Mystique Vert qui est recruté par le Gardien de la couronne pour rejoindre l'équipe de Rangers Vétérans formée pour combattre l'Alliance du Mal de Thrax. Il fait ensuite équipe avec Dex Lo, le Ranger Overdrive bleu, et Will Aston, le Ranger Overdrive noir, pour combattre les Chats Tigres.
- Alpha 6 : Alpha 6 est un assistant robotique créé par le Roi Lexus d'Édénoï, qui est revenu sur Terre après avoir passé du temps sur Mirinoï et a été mis en stockage dans un entrepôt d'Angel Grove. Il est réactivé avec une nouvelle voix par Andrew Hartford et se rend dans la Grille de Transformation pour réparer la connexion des Rangers Overdrive avec la Grille de Transformation. Après que les Rangers Overdrive et les Rangers Vétérans ont réussi à détruire Thrax, il devient employé dans le dojo d'Adam Park.

### Ennemis

#### Cube de Glace
Le Cube de Glace est la demeure de Norg, un yéti amical. Il est réquisitionné par Flurious pour servir de base d'opérations pendant qu'il est sur Terre à la recherche des joyaux de la couronne Aurora. Le Cube de Glace est ensuite laissé vacant après que Flurious est détruit par les Rangers Overdrive.
- Flurious (Gerald Urquhart) : Flurious était à l'origine un être humain qui se battait contre son frère, Moltor, pour la possession de la couronne Aurora. Finalement, il la trouve, mais la couronne le transforme en une créature semblable à la glace et le bannit sur une planète glacée. Il est libéré après qu'Andrew Hartford trouve la couronne Aurora et tente de la retrouver ainsi que ses joyaux avec son armée de Grêlons. Malgré ses soldats de base, Flurious reste principalement en retrait, attendant son moment jusqu'à ce que les Rangers Overdrive vainquent les Chats Tigres et Kamdor. Après avoir obtenu le Saphir bleu de Norg et s'être emparé de la couronne Aurora après l'avoir prise à Moltor et l'avoir détruit, il obtient le reste des joyaux de la couronne Aurora après avoir pillé le Manoir Hartford et gèle la Terre. Il utilise ensuite la couronne Aurora pour se transformer en une forme plus monstrueuse, donnant du fil à retordre aux Rangers Overdrive jusqu'à ce que le Ranger Overdrive rouge le détruise avec une attaque à bout portant en Ranger Gardien de la Couronne.
- Grêlons : Les Grêlons sont des créatures faites de glace utilisées par Flurious comme soldats de base.

#### Puits de Lave en fusion
Le Puits de Lave en fusion est la base d'opérations de Moltor et de ses forces pendant qu'il est sur Terre à la recherche des joyaux de la couronne Aurora. Le Puits de Lave en fusion est détruit par Flurious en utilisant les pouvoirs du Saphir bleu.
- Moltor (Mark Ferguson) : Moltor était à l'origine un être humain qui se battait contre son frère, Flurious, pour la possession de la couronne Aurora. Finalement, il la trouve, mais la couronne le transforme en une créature semblable à un lézard et le bannit sur une planète volcanique. Il est libéré après qu'Andrew Hartford trouve la couronne Aurora et voyage sur Terre pour la retrouver ainsi que ses joyaux. Après avoir réussi à obtenir la couronne Aurora, Moltor tente de trouver ses joyaux avec son armée de Lézards de Lave, ses monstres hybrides dinosaure/lézard et ses robots lézards géants. Moltor tente également de gagner le respect de son frère, Flurious, qui le considère comme un échec. Après avoir survécu à un combat en tête-à-tête contre le Ranger Overdrive rouge et la destruction de son repaire volcanique, Moltor tente de trouver refuge chez Flurious dans son Cube de Glace, mais Flurious le gèle après lui avoir remis la couronne Aurora et le brise en morceaux, pour avoir refusé de s'allier à lui quand il lui en a offert l'occasion après que les Rangers aient détruit les Chats Tigres.
- Lézards de Lave : Les Lézards de Lave sont des créatures semblables à des lézards utilisées par Moltor comme soldats de base.

#### Grotte
La Grotte est utilisée par Kamdor et Miratix pendant leur séjour sur Terre à la recherche des joyaux de la couronne Aurora.
- Kamdor (Adam Gardiner) : Kamdor est un alien ninja emprisonné à l'intérieur d'un joyau après avoir tenté de sauver Miratrix d'une circonstance inconnue. Kamdor est finalement libéré de sa prison de joyaux et utilise ses compétences de combat ninja pour affronter lui-même les Rangers Overdrive tout en cherchant les joyaux de la couronne Aurora. Kamdor a également la capacité de créer des monstres pour l'aider dans sa mission pour les joyaux et peut également les faire grandir. Malgré sa capacité à créer des monstres, Kamdor n'a pas de soldats comme Flurious et Moltor, mais les obtient temporairement sous la forme de cascadeurs ninjas et les utilise lors d'une altercation avec Moltor. Kamdor obtient l'un des joyaux de la couronne Aurora sous la forme du Saphir bleu après l'avoir volé au Ranger Overdrive noir. Après que Miratrix ait fait défection de Kamdor après qu'il l'ait maltraitée, il la piège dans son propre joyau de prison. Il tente ensuite de détruire les Rangers Overdrive avec une météorite invoquée par le Saphir bleu, mais échoue après avoir perdu un combat en tête-à-tête contre le Ranger Overdrive noir, étant détruit par une attaque de sa Hyper Massue.
- Miratrix (Ria Vandervis) : Miratrix est une guerrière de forme humaine qui rencontre des ennuis sur une autre planète, mais est sauvée par Kamdor, devenant sa fidèle servante après qu'il soit piégé dans un joyau. Elle finit par se rendre sur Terre à la recherche des joyaux de la couronne Aurora, se faisant passer pour une jeune fille humaine nommée Mira pour séduire Dax Lo, le Ranger Overdrive bleu, afin d'obtenir les Rouleaux de Neptune. Cependant, elle est finalement découverte après avoir tenté de voler les Rouleaux de Neptune. Elle essaie alors de trouver les joyaux de la couronne Aurora par elle-même jusqu'à ce qu'elle parvienne à libérer Kamdor de son joyau de prison, devenant sa complice pour combattre les Rangers Overdrive. Miratrix finit par en avoir assez de son traitement et fait défection de Kamdor, cherchant à obtenir plus de pouvoir en utilisant le Calice d'Octavia pour se remplir d'énergie, ce qui la transforme également en une créature géante bleue ressemblant à une chouette. Elle affronte les Rangers Overdrive et est vaincue par le Megazord Forterresse Flottante, retrouvant son état normal et tentant de regagner les faveurs de Kamdor, mais ce dernier la piège dans son joyau de prison.
- Ninjas : Les Ninjas sont des cascadeurs humains travaillant sur le film "Ninja Rumba" et qui sont soumis à un lavage de cerveau par Kamdor pour les utiliser temporairement comme soldats de base lors d'une altercation avec Moltor et les Rangers Overdrive.

#### Repère des Chats Tigres
Les Chats Tigres possèdent un hangar dans un lieu inconnu où ils construisent et stockent des Robots Géants qu'ils utilisent pour combattre les Rangers Overdrive.
- Mig (Kelson Henderson) : Mig est le chef des Chats Tigres, une créature ressemblant à un léopard des neiges, qui est entré en contact avec Tyzonn sur mercure il y a des années, où il aurait causé la mort de son équipe et de sa fiancée, Vella. Il se rend sur Terre avec Cheetar pour obtenir les joyaux de la couronne Aurora afin de libérer leurs congénères d'une dimension alternative. Après avoir été témoin du pouvoir des Rangers Overdrive, il capture la Ranger Overdrive jaune et utilise son Morpher Overdrive pour libérer Benglo. Durant le combat, Tyzonn avec l'aide de Ronnie détruit le miroir des Chats Tigres, détruisant par la même toute leur armée. Après la destruction de Cheetar, il tente de détruire lui-même les Rangers Overdrive, devient géant mais est présumé détruit par le Maxi Ultrazord. Cependant, son corps survit et est emmené au Cube de Glace par Norg, où Flurious le ressuscite en utilisant l'un de ses Gyros, le transformant en cyborg. Il fait semblant d'être loyal envers Flurious jusqu'à ce qu'il vole son robot géant et pilote différents robots géants avec Benglo pour combattre les Rangers Overdrive. Mig est capable de créer une créature robotique surpuissante nommée Agrios après avoir volé divers composants aux autres factions de méchants, submergeant les Rangers Overdrive jusqu'à ce qu'ils parviennent à le détruire, avec le Ranger de mercure le détruisant ensuite avec son Laser-o-Détecteur.
- Benglo (David Weatherely) : Benglo est un Chat Tigre ressemblant à un tigre du Bengale qui est libéré de la Dimension du Miroir, devenant le bras droit de Mig après la destruction de Cheetar par les Rangers Overdrive. Il combat ensuite les Rangers Overdrive avec Mig, devenant géant mais est présumé détruit par le Maxi Ultrazord. Cependant, son corps survit et est emmené au Cube de Glace par Norg, où Flurious le ressuscite en utilisant l'un de ses Gyros, le transformant en cyborg. Il fait semblant d'être loyal envers Flurious jusqu'à ce qu'il vole son robot géant et pilote différents robots géants avec Mig pour combattre les Rangers Overdrive. Benglo est capable de créer une créature robotique surpuissante nommée Agrios après avoir volé divers composants aux autres factions de méchants, submergeant les Rangers Overdrive jusqu'à ce qu'ils parviennent à la détruire, avec le Ranger Overdrive rouge le détruisant ensuite en tant que Ranger Gardien de la Couronne.
- Cheetar (James Gaylyn) : Cheetar est un Chat Tigre ressemblant à un guépard et le second de Mig. Il est entré en contact avec Tyzonn sur mercure il y a des années, où il aurait causé la mort de son équipe et de sa fiancée, Vella. Il se rend sur Terre avec Mig pour obtenir les joyaux de la couronne Aurora afin de libérer leurs congénères d'une dimension alternative. Après la libération de Benglo, Cheetar distrait les Rangers Overdrive pour permettre à ses coéquipiers de s'échapper. Il devient géant et est finalement détruit par le Maxi Ultrazord.
- Crazar (Lori Dungey) : Crazar est un Chat Tigre femelle ressemblant à un loup blanc qui est révélé avoir participé à l'attaque sur mercure qui aurait causé la mort présumée de la fiancée de Tyzonn, Vella. Elle se rend sur Terre après que Mig l'ait recrutée pour distraire les Rangers Overdrive pendant que Mig et Benglo obtiennent le Calice d'Octavia. Elle tente cela en créant des clones des Rangers Overdrive et devient géante pour les détruire, étant présumée détruite par un sortilège mercurien lancé par Tyzonn. Cependant, Crazar survit à cela et se déguise en Vella pour manipuler Tyzonn en lui faisant croire qu'il est de retour sur mercure. Tyzonn parvient finalement à démasquer sa tromperie, la combattant et la détruisant avec une attaque de son Laser-o-Détecteur.

#### Planète de Thrax
La planète de Thrax est une planète orange que Thrax utilise comme base d'opérations après avoir formé son Alliance du Mal.
- Thrax (Glen Levy) : Thrax est le fils de Rita Repulsa et du Seigneur Zedd, qui a été piégé dans une Poubelle Spatiale par le Chevalier Sentinel. Alors que le Gardien de la couronne s'affaiblissait, Thrax parvient à se libérer de la Poubelle Spatiale et recrute les différentes factions de méchants combattant les Rangers Overdrive pour former une Alliance Maléfique afin de les déconnecter de la Grille de Transformation. Après que le Gardien de la couronne ait créé son équipe de Rangers Vétérans pour remplacer les Rangers Overdrive, il envoie son monstre, Vulturus, pour les affronter tandis qu'il empêche les Rangers Overdrive d'obtenir l'Épée Excelsior. Après avoir échoué dans cette entreprise, Thrax mène son Alliance Maléfique pour détruire les Rangers Overdrive et les Rangers Vétérans, affrontant le Ranger noir dans un combat en tête-à-tête, mais il est finalement détruit par le Gardien de la couronne nouvellement renforcé.

## Armes
- Morpher Overdrive ◆◆◆◆◆ : Les Morphers Overdrive sont les outils nécessaires pour se métamorphoser en Rangers Overdrive.
- Morpher de mercure : Le Morpher de mercure  est l'outil nécessaire pour se métamorphoser en Ranger de mercure.
- Moprher Gardien de la Couronne : Le Moprher Gardien de la couronne est l'outil nécessaire pour que Mack se transforme en Ranger Gardien de la Couronne.
- Courone Aurora : La couronne Aurora est une couronne puissante qui confère à son utilisateur des pouvoirs divins lorsqu'elle est combinée avec les cinq joyaux de la couronne Aurora. Elle est convoitée par les frères Moltor et Flurious, qui se transforment en formes monstrueuses et sont piégés sur des planètes abandonnées pendant des millions d'années. Le Gardien de la couronne disperse alors ses joyaux autour de la Terre et cache la couronne Aurora jusqu'à ce qu'elle soit découverte par Andrew Hartford, qui crée une équipe de Power Rangers pour retrouver ses joyaux. Elle est volée par Moltor et est en sa possession jusqu'à ce qu'il la donne à son frère Flurious, qui utilise son pouvoir pour se renforcer et geler la Terre jusqu'à ce qu'il soit détruit par le Ranger rouge Overdrive. La couronne Aurora est ensuite utilisée pour transformer le Ranger Overdrive rouge en humain.
  - Étoile d'Isis - Joyau rouge : L'Etoile d'Isis est un joyau rouge découvert par les Overdrive Rangers dans les Everglades en Floride après avoir déchiffré son emplacement sur une tablette égyptienne. L'Etoile d'Isis est ensuite révélée être le Joyau rouge de la couronne Aurora.
  - Joyau noir - Perle chanceuse de Barbe-Noire : La Perle chanceuse de Barbe-Noire est une perle donnée aux Rangers Overdrive par Barbe-Noire le Pirate en échange de l'Œil des Océans. Il est ensuite révélé que la Perle chanceuse de Barbe-Noire est en réalité le Joyau noir de la couronne Aurora.
  - Saphir bleu - Joyau bleu : Le Saphir bleu est un saphir trouvé par les Rangers Overdrive dans l'océan grâce à la Boussole Aztèque. Il est ensuite volé par Kamdor et Miratrix, puis se retrouve entre les mains de Flurious après avoir été volé par Norg. Le Saphir bleu est ensuite révélé être le Joyau bleu de la couronne Aurora.
  - Diamant de Toru - Joyau jaune : Le Diamant de Toru est un diamant trouvé par les Rangers Overdrive dans une fosse de lave en Indonésie. Il est ensuite révélé que le Diamant de Toru est en réalité le Joyau jaune de la couronne Aurora.
  - Émeraude rose - Joyau rose : L'Émeraude rose est une émeraude donnée aux Overdrive Rangers par une momie dans le manoir de Hartford. L'Émeraude rose est ensuite révélée être le Joyau rose de la couronne Aurora.

- Super Lasers ◆◆◆◆◆ : Les Super Lasers sont des blasters/épées utilisés par les Rangers Overdrive lors des combats.
- Grappins Éclair ◆◆◆◆◆ : Les Grappins Éclair sont des armes polyvalentes utilisées par les Rangers Overdrive lors de leurs missions.
- Super Lance : La Super Lance est la lance personnel / arme en forme de ressort de camion du Ranger Overdrive rouge.
- Hyper Massue : La Hyper Massue est la massue personnel / arme en forme de levier de vitesse du Ranger Overdrive noir.
- Multi Vortex : Le Multi Vortex est le gantelet personnel / arme en forme de turbine du Ranger Overdrive bleu.
- Griffes du Tigre : Les Griffes du Tigre sont les griffes personnelles / armes en forme de godet de bulldozer du Ranger Overdrive jaune.
- Cracheur de flammes / de glace : Le Cracheur de Flammes / de Glace est le blaster personnel / arme en forme de pistolet à eau du Ranger Overdrive rose.
- Laser-o-Détecteur : Le Laser-o-Détecteur est le blaster personnel / détecteur de métaux en forme d'arme du Ranger de mercure.
- Épée Excelsior : L'Épée Excelsior est une épée puissante qui sert également d'outil nécessaire au Gardien de la couronne pour devenir corporel.
- Modifications Génétiques :
- Gilet Protecteur ◆◆◆◆◆ : Le Gilet Protecteur est un gilet de protection en forme de gilet utilisé par les Rangers Overdrive lorsqu'ils utilisent la Turbo Foreuse.
  - Turbo Foreuse : La Turbo Foreuse est une arme de type foreuse utilisée pour éliminer les monstres.

- Mode Bonne Chance : Mack Hartford enfile les porte-bonheur de ses coéquipiers pour obtenir plus de chance après que sa propre chance a été volée par Blothgaar.
- Ranger Gardien de la Couronne : Le Ranger Gardien de la couronne est une puissante armure conçue par rose Ortiz pour combiner la robotique des Rangers Overdrive avec le Gardien de la Couronne. Cependant, étant donné que le Ranger Overdrive rouge est un robot, il est capable d'utiliser lui-même cette armure.
- Rover Overdrive ◆◆ :
- Quad Overdrive ◆ :
- Moto Overdrive ◆◆ :
- SHARC (Hydro aéro glisseur de reconnaissance) : Le SHARC  est un véhicule de type jet utilisé par les Rangers Overdrive pour voyager à travers le monde à la recherche des joyaux de la couronne Aurora.
- Moto Hélico : La Moto Hélico est un véhicule volant de type moto créé par Spencer pour que le Ranger Overdrive noir puisse l'utiliser lors des combats.
- Armure Transtek : L'Armure Transtek est un char d'assaut qui sert également d'armure aux Rangers Overdrive lors des combats.

## Zords

### Maxi Zords
- Hyper Camion-benne : Le Hyper Camion-Benne est un Zord de type camion-benne piloté par le Ranger Overdrive rouge.
- Bolide volant : Le Bolide Volant est un Zord en forme de voiture de course qui est piloté par le Ranger Overdrive noir.
- Gyroplane fonceur : Le Gyroplane Fonceur est un Zord en forme de gyroplane qui est piloté par le Ranger Overdrive bleu.
- Bulldozer Éclair : Le Bulldozer Éclair est un Zord en forme de bulldozer qui est piloté par la Ranger Overdrive jaune.
- Sous-Marin furtif : Le Sous-Marin Furtif est un Zord en forme de sous-marin qui est piloté par la Ranger Overdrive rose.

### Zords auxiliaires
- Méga Foreuse : La Mega Foreuse est un Zord en forme de foreuse qui est pilotée par le Ranger Overdrive rouge, puis plus tard par la Ranger Overdrive jaune.
- Super Pelleteuse : La Super Pelleteuse est un Zord en forme de pelleteuse qui est pilotée par la Ranger Overdrive rose.
- Super Bétonnière : La Super Bétonnière est un Zord en forme de camion à béton qui est pilotée par le Ranger Overdrive bleu.
- Grue fatale : La Grue Fatale est un Zord en forme de grue qui est pilotée par le Ranger Overdrive noir.
- Chasseur sonique : Le Chasseur Sonique est un Zord en forme de jet qui est piloté par le Ranger Overdrive rouge.

### Véhicules de secours
- Zord Camion de pompiers : Le Zord Camion de Pompiers est un Zord semblable à un camion de pompiers piloté par le Ranger de mercure.
- Véhicule de secours 1 : Le Véhicule de Secours 1 est un Zord inspiré d'une ambulance, conçu par Andrew Hartford et donné à Tyzonn.
- Véhicule de secours 2 : Le Véhicule de Secours 2 est un Zord inspiré d'une voiture de police, conçu par Andrew Hartford et donné à Tyzonn.

### Zords flottants
- Zord flottantrouge : Le Zord Flottant rouge est un Zord léger et blindé de type volant qui est piloté par le Ranger Overdrive rouge.
- Zord flottant noir : Le Zord Flottant noir est un Zord lourdement blindé de type cargo, piloté par le Ranger Overdrive noir.
- Zord flottant bleu : Le Zord Flottant bleu est un Zord hautement manœuvrable de type avion de chasse, piloté par le Ranger Overdrive bleu.
- Zord flottant jaune : Le Zord Flottant jaune est un Zord de type véhicule attaquant/bombardier, piloté par la Ranger Overdrive jaune.
- Zord flottant rose : Le Zord Flottant rose est un Zord de type rouleau compresseur, piloté par la Ranger Overdrive rose.

## Megazords
- Maxi Megazord ◆◆◆◆◆ : Les Maxi Zords peuvent se combiner les uns avec les autres pour former le Maxi Megazord.
  - Maxi Megazord Mega Foreuse ◆◆◆◆❖ : La Mega Foreuse peut se combiner avec le Maxi Megazord pour former le Maxi Megazord Mega Foreuse.
  - Maxi Megazord Super Pelleteuse ◆◆◆◆❖ : La Super Pelleteuse peut se combiner avec le Maxi Megazord pour former le Maxi Megazord Super Pelleteuse.
  - Maxi Megazord Mega Foreuse et Super Pelleteuse ◆◆◆❖❖ : La Mega Foreuse et la Super Pelleteuse peuvent se combiner avec le Megazord Hyper Flash pour former le Megazord Hyper Flash Mega Foreuse et Super Pelleteuse.
  - Maxi Megazord Super Bétonnière ◆◆◆◆❖ : La Super Bétonnière peut se combiner avec le Maxi Megazord pour former le Maxi Megazord Super Bétonnière.
  - Maxi Megazord Mega Foreuse et Grue Fatale ◆◆◆❖❖ : La Mega Foreuse et la Grue Fatale peuvent se combiner avec le Maxi Megazord pour former le Maxi Megazord Mega Foreuse et Grue Fatale.
  - Maxi Megazord Mega Foreuse et Super Bétonnière ◆◆◆❖❖ : La Mega Foreuse et la Super Bétonnière peuvent se combiner avec le Maxi Megazord pour former le Maxi Megazord Mega Foreuse et Super Bétonnière.
  - Maxi Megazord Grue Fatale ◆◆◆◆❖ : La Grue Fatale peut se combiner avec le Maxi Megazord pour former le Maxi Megazord Grue Fatale.
  - Maxi Megazord Véhicules de Secours ◆◆◆❖❖ : Les Véhicules de Secours peuvent se combiner avec le Maxi Megazord pour former la Maxi Megazord Véhicules de Secours.

- Super Maxi Megazord ◆◆◆◆◆❖❖❖❖ : Le Maxi Megazord peut se combiner avec les Zords Auxiliaires  pour former le Super Maxi Megazord.
- Megazord Super Foreuse ❖❖❖❖❖ : Les Zords Auxiliaires peuvent se combiner les uns avec les autres pour former le Megazord Super Foreuse.
- Megazord Hyper Flash ◆❖❖ : Les Véhicules de Secours peuvent se combiner les uns avec les autres pour former le Megazord Hyper Flash.
  - Megazord Hyper Flash Mega Foreuse et Super Pelleteuse ◆❖❖ : La Mega Foreuse et la Super Pelleteuse peuvent se combiner avec le Megazord Hyper Flash pour former le Megazord Hyper Flash Mega Foreuse et Super Pelleteuse.
  - Megazord Hyper Flash Mega Foreuse et Super Bétonnière ◆❖❖ : La Mega Foreuse et la Super Bétonnière peuvent se combiner avec le Megazord Hyper Flash pour former le Megazord Hyper Flash Mega Foreuse et Super Bétonnière.
  - Megazord Hyper Flash Bulldozer Éclair et Sous-Marin Furtif ◆◆◆ : Le Bulldozer Éclair et le Sous-Marin Furtif peuvent se combiner avec le Megazord Hyper Flash pour former le Megazord Hyper Flash Bulldozer Éclair.
  - Megazord Hyper Flash Grue Fatale ◆❖❖ : La Grue Fatale peut se combiner avec le Megazord Hyper Flash pour former le Megazord Hyper Flash Grue Fatale.

- Megazord Forteresse flottante ◆◆◆◆◆ : Les Zords Flottants peuvent se combiner les uns avec les autres pour former le Megazord Forteresse Flottante.

## Ultrazords
- Maxi Ultrazord ◆◆◆◆◆❖❖❖❖❖ : Le Super Maxi Megazord peut se combiner avec le Chasseur Sonique pour former le Maxi Ultrazord.
  - Maxi Ultrazord véhicules de secours ◆◆◆◆◆❖❖❖❖❖ : Le Maxi Ultrazord peut se combiner avec les Véhicules de Secours pour former le Maxi Ultrazord Véhicules de Secours.

## Épisodes de la quinzième saison (2007)
| No de production | No d'épisode | Titre français                             | Titre original              | Première diffusion ( États-Unis) |
| ---------------- | ------------ | ------------------------------------------ | --------------------------- | -------------------------------- |
| 605              | 01           | Mission numéro un partie 1                 | Kick Into Overdrive, Part 1 | 19 février 2007                  |
| 606              | 02           | Mission numéro un partie 2                 | Kick Into Overdrive, Part 2 | 19 février 2007                  |
| 607              | 03           | Le monde sous-marin                        | The Underwater World        | 31 mars 2007                     |
| 608              | 04           | L'épée de Neptune                          | Heart of Blue               | 31 mars 2007                     |
| 609              | 05           | Le dérèglement du climat                   | Weather or Not              | 13 avril 2007                    |
| 610              | 06           | Barbe-Noire le pirate                      | Pirate in Pink              | 13 avril 2007                    |
| 611              | 07           | L'esprit de compétition                    | At All Cost                 | 21 avril 2007                    |
| 612              | 08           | Double jeu                                 | Both Sides Now              | 21 avril 2007                    |
| 613              | 09           | Suivez le Ranger                           | Follow The Ranger           | 23 juillet 2007                  |
| 614              | 10           | Silence, on tourne                         | Lights, Camera, Dax         | 23 juillet 2007                  |
| 615              | 11           | Face à face partie 1                       | Face to Face, Part 1        | 23 juillet 2007                  |
| 616              | 12           | Face à face partie 2                       | Face to Face, Part 2        | 23 juillet 2007                  |
| 617              | 13           | L'homme de mercure partie 1                | Man of Mercury, Part 1      | 24 juillet 2007                  |
| 618              | 14           | L'homme de mercure partie 2                | Man of Mercury, Part 2      | 24 juillet 2007                  |
| 619              | 15           | Le légendaire canon de Ki Amok             | Behind the Scenes           | 25 juillet 2007                  |
| 620              | 16           | Power de mercure                           | Just Like Me                | 25 juillet 2007                  |
| 621              | 17           | La massue de Thor                          | It's Hammer Time            | 26 juillet 2007                  |
| 622              | 18           | Les pouvoirs de la boussole                | Out of Luck                 | 26 juillet 2007                  |
| 623              | 19           | Le troisième joyau                         | One Gets Away               | 27 juillet 2007                  |
| 624              | 20           | Une nouvelle équipe de Rangers Partie 1    | Once a Ranger, Part 1       | 27 juillet 2007                  |
| 625              | 21           | Une nouvelle équipe de Rangers Partie 2    | Once a Ranger, Part 2       | 30 juillet 2007                  |
| 626              | 22           | Le pique-nique                             | One Fine Day                | 30 juillet 2007                  |
| 627              | 23           | Le scarabée doré partie 1                  | Ronny on Empty, Part 1      | 31 juillet 2007                  |
| 628              | 24           | Le scarabée doré partie 2                  | Ronny on Empty, Part 2      | 31 juillet 2007                  |
| 629              | 25           | Mack l'androïde                            | Things Not Said             | 1er août 2007                    |
| 630              | 26           | Crise d'identité                           | Red Ranger Unplugged        | 1er août 2007                    |
| 631              | 27           | À la recherche des trois reliques partie 1 | Home and Away, Part 1       | 2 août 2007                      |
| 632              | 28           | À la recherche des trois reliques partie 2 | Home and Away, Part 2       | 2 août 2007                      |
| 633              | 29           | Mack, la mémoire du groupe                 | Way Back When               | 3 août 2007                      |
| 634              | 30           | Le calice d'Octavia                        | Two Fallen Foes             | 3 août 2007                      |
| 635              | 31           | La clé aux trois dragons                   | Nothing to Lose             | 16 décembre 2007                 |
| 636              | 32           | Le cinquième joyau                         | Crown and Punishment        | 16 décembre 2007                 |